# 冒険ルビ
『冒険ルビ』（ぼうけんるび）は、手塚治虫の幼年向けSF漫画作品。

## 概要
1969年から1970年まで『幼稚園』、『小学一年生』1969年10月号から『小学二年生』1970年7月号と『小学二年生』1969年10月号から『小学三年生』1970年6月号で連載。SFアニメ企画を原作とした漫画で、宣伝を兼ねて連載されたがアニメ製作は実現しなかった。
二誌の連載は宇宙人から一種の強化服である、帽子とスーツを贈られた小学生ルビオとクリコの二人が宇宙での冒険を繰り広げ、怪物ゾンダと戦うというプロットは共通ながら、ゾンダの正体が異なるなど等細部が微妙に異なった展開となっている。

## あらすじ
ある日、不思議な帽子（ヘルメット）とスーツを宇宙人からもらった小学生のルビオとクリコ。大きな耳が付いたこの帽子とスーツを着用すれば、体は強靭になり、空を飛ぶこともでき、奇妙な宇宙の生き物たちと戦うこともできる。
帽子の贈り主である宇宙人が警告する、地球に棲む生物ごと地球を丸呑みにしようとする怪物「ゾンダ」の脅威から地球を守るため、ルビオとクリコは宇宙戦士ルビとリコとして、宇宙へと旅立った。ふたりは狂言廻しの宇宙人チクワーをお供に、さまざまな星の人々と出会い、冒険を繰り広げる。

## 登場人物
ルビオ
大耳の宇宙人から不思議な帽子とスーツを贈られ、宇宙戦士ルビとなる小学生の男の子。怪物ゾンダの脅威から地球を守ろうと数々の冒険をする。
クリコ
ルビオと同じく、大耳の宇宙人から不思議な帽子とスーツを贈られ、宇宙戦士リコとなる小学生の女の子。ルビと共に冒険を繰り広げるが、宇宙人からルビオよりも「隊長」にふさわしいと認められている。
チクワー
怪物ゾンダの手下として、ルビとリコを陥れようとするが、見破られ、案内役となった宇宙人。ルビとリコが宇宙を冒険する移動手段は、チクワーの自家用宇宙船である。小学一年生開始版ではいつの間にか消えるが、小学二年生開始版では、物語のラストまで登場している。いつも、ルビとリコを出し抜こうと考えているが、叶わず、故郷に残した妻子を案じている。
大耳の宇宙人
物語中では「宇宙人」とのみ呼ばれ、自ら名乗ることもない。ルビオとクリコに強化服である帽子とスーツを贈り、宇宙戦士ルビとリコにした大耳の宇宙人。ルビとリコの自在に変形する大耳の帽子は、この宇宙人が自分の姿を模したものである。

## 単行本
- 手塚治虫漫画全集『ふしぎなメルモ』全1巻（講談社） - 小学一年生開始版を収録
- 手塚治虫漫画全集『冒険ルビ』全1巻（講談社） - 小学二年生開始版を収録
- 秋田文庫『冒険ルビ』全1巻（秋田書店）
- 手塚治虫文庫全集『ガムガムパンチ』全1巻（講談社） - 併録